# Andreas Ekberg
Andreas Ekberg (Malmö, 1985. január 2. –) svéd nemzetközi labdarúgó-játékvezető.

## Pályafutása

### Nemzeti játékvezetés
Játékvezetésből 1998-ban Malmőben vizsgázott. Vizsgáját követően előbb a Malmői Labdarúgó-szövetség, majd a Skåne megyei Labdarúgó-szövetség által üzemeltetett labdarúgó bajnokságokban kezdte sportszolgálatát. 2001-től a 7. majd a 6. Division játékvezetője. A Svéd labdarúgó-szövetség (SvFF) Játékvezető Bizottságának (JB) minősítésével 2004-től szövetségi bíró. 2007-től a Superettan, majd 2009-től a Allsvenskan játékvezetője. Minden idők legfiatalabb (24 év, 6 hónap és 17 nap) Allsvenskan bíró. Küldési gyakorlat szerint rendszeres 4. bírói szolgálatot is végez. Superettan mérkőzéseinek száma: 55. Allsvenskan mérkőzéseinek száma: 77 (2014).
| Időpont          | Helyszín           | Mérkőzés típusa            | Mérkőzés                 | Eredmény |
| ---------------- | ------------------ | -------------------------- | ------------------------ | -------- |
| 2009. július 19. | Strömvallen, Gävle | első Allsvenskan mérkőzése | Gefle IF–Helsingborgs IF | 0 – 2    |

### Nemzetközi játékvezetés
A Svéd labdarúgó-szövetség JB  terjesztette fel nemzetközi játékvezetőnek, a Nemzetközi Labdarúgó-szövetség (FIFA) 2013-tól tartja nyilván bírói keretében.  Több nemzetek közötti válogatott, valamint Európa-liga és UEFA-bajnokok ligája klubmérkőzést vezetett, vagy működő társának 4. bíróként segített. 
Válogatott mérkőzéseinek száma: 1 (2013).

#### Labdarúgó-Európa-bajnokság
A 2014-es U17-es labdarúgó-Európa-bajnokságon az UEFA JB bíróként foglalkoztatta.
| Időpont         | Helyszín                | Mérkőzés típusa              | Mérkőzés                                         | Eredmény |
| --------------- | ----------------------- | ---------------------------- | ------------------------------------------------ | -------- |
| 2014. május 9.  | Gozo Stadion, Xewkija   | csoportmérkőzés (B. csoport) | Skócia–Portugália                                | 0 – 2    |
| 2014. május 15. | Nemzeti Stadion, Attard | csoportmérkőzés (B. csoport) | Németország–Portugál U17-es labdarúgó-válogatott | 0 – 1    |
| 2014. május 21. | Nemzeti Stadion, Attard | döntő                        | Hollandia–Anglia                                 | 1 – 1    |

--
A 2015-ös U19-es labdarúgó-Európa-bajnokságon az UEFA JB játékvezetőként alkalmazta.
| Időpont          | Helyszín                               | Mérkőzés típusa              | Mérkőzés                    | Eredmény |
| ---------------- | -------------------------------------- | ---------------------------- | --------------------------- | -------- |
| 2015. július 9.  | AEL FC Arena, Lárisza                  | csoportmérkőzés (A. csoport) | Görögország–Ausztria        | 1 – 0    |
| 2015. július 13. | Municial Stadium of Katerini, Kateríni | csoportmérkőzés (B. csoport) | Oroszország–Németország     | 2 – 2    |
| 2015. július 6.  | Municial Stadium of Katerini, Kateríni | egyik elődöntő               | Franciaország–Spanyolország | 0 – 2    |

### Nemzetközi kupamérkőzések
2013–2014-es Európa-liga első fordulója.

#### Európa-liga
| Időpont         | Helyszín                       | Mérkőzés típusa       | Mérkőzés                         | Eredmény |
| --------------- | ------------------------------ | --------------------- | -------------------------------- | -------- |
| 2013. július 4. | Sóstói Stadion, Székesfehérvár | előselejtező (1. kör) | Videoton FC–FK Mladost Podgorica | 2 – 1    |